# استان مانابی
استان مانابی (به اسپانیایی: Provincia de Manabí) یکی از استان‌های اکوادور است. استان مانابی ۱۸٬۹۳۹٫۶۰ کیلومتر مربع مساحت و ۱٬۳۶۹٬۷۸۰ نفر جمعیت دارد.